# Bessie Barriscale

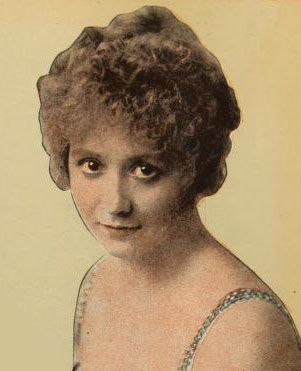
Bessie Barriscale (1917)

Bessie Barriscale (* 30. September 1884 in Hoboken, New Jersey als Elizabeth Barry Scale; † 30. Juni 1965 in Kentfield, Kalifornien) war eine US-amerikanische Schauspielerin.

## Leben und Karriere
Bessie Barriscale wurde als Tochter irischer Einwanderer geboren; die Schauspielerinnen Edith und Mabel Taliaferro waren Cousinen von ihr. Seit den 1900er-Jahren stand Berriscale regelmäßig auf Theaterbühnen, ihren ersten Film drehte die Schauspielerin im Jahre 1913. Breite Bekanntheit beim Filmpublikum erlangte sie 1914 durch ihre Hauptrolle im Western Rose of the Rancho unter Regie von Cecil B. DeMille, der damals ein großer Kassenschlager war. Die Rolle der Rose hatte sie zuvor bereits in einem Theaterstück gespielt. In den folgenden Jahren konnte sie ihren Status als Hollywood-Star mit Hauptrollen in einigen Melodramen von Thomas Harper Ince zementieren. Meist spielte Barriscale dabei die Rolle des ebenso liebreizenden wie langleidenden Mädchens, dass sich durch schlechte Umstände kämpfen muss. Vermarktet wurde sie unter anderem als das „Mädchen mit den größten Augen“ in Hollywood. Viele ihrer wichtigsten Filme sind allerdings heute verschollen.
1918 unterschrieb Barriscale einen Vertrag für 16 Filme bei B.B. Features, der ihr mindestens eine Million US-Dollar einbrachte und sie zu einer der damals höchstbezahlten Schauspielerinnen machte. Anfang der 1920er-Jahre überschritt ihre Karriere langsam den Zenit und sie drehte anschließend weniger Filme, stattdessen war sie nun wieder vermehrt am Theater sowie auf Vaudeville-Bühnen zu sehen. Mit Beginn der Tonfilmära spielte Barriscale auch altersbedingt nur noch Charakterrollen, meist als Mutter oder Bedienstete in Nebenrollen. Barriscales wohl bedeutendster Auftritt der Tonfilmzeit war ihre Darstellung der unfreundlichen Tochter von Mary Pickford im epischen Western Secrets (1933) von Frank Borzage. Ihre letzte Filmrolle hatte sie 1934 als Dienstmädchen in The Man Who Reclaimed His Head an der Seite von Claude Rains und Joan Bennett.
Bessie Barriscale war über viele Jahre bis zu dessen Tod 1949 mit dem Schauspielkollegen Howard C. Hickman verheiratet. Gemeinsam arbeitete das Ehepaar auch an vielen Filmen. Barriscale und Hickman wurden auf dem Mount Tamalpais Cemetery in San Rafael bestattet. 1960, fünf Jahre vor ihrem Tod, erhielt Barriscale für ihr Filmschaffen einen Stern auf dem Hollywood Walk of Fame.

## Filmografie (Auswahl)
- 1913: The Gambler’s Pal (Kurzfilm)
- 1913: Eileen of Erin (Kurzfilm)
- 1914: The Bells of Austi (Kurzfilm)
- 1914: The Making of Bobby Burnit (Kurzfilm, Verschollen)
- 1914: Ready Money
- 1914: Rose of the Rancho
- 1915: The Devil
- 1915: The Cup of Life
- 1915: The Reward (Kurzfilm)
- 1915: The Mating
- 1915: The Golden Claw
- 1915: The Painted Soul
- 1916: The Green Swamp
- 1916: Honor’s Altar
- 1916: Bullets and Brown Eyes
- 1916: The Last Act
- 1916: Not My Sister (Verschollen)
- 1916: The Sorrows of Love
- 1916: The Payment
- 1916: Home
- 1916: Plain Jane
- 1916: A Corner in Colleens
- 1916: Bawbs O’ Blue Ridge
- 1917: The Snarl
- 1917: The Hater of Men
- 1917: Borrowed Plumage
- 1917: Wooden Shoes
- 1917: Those Who Pay
- 1918: Madam Who
- 1918: The Cast-Off
- 1918: Within the Cup
- 1918: Blindfolded
- 1918: Rose o’ Paradise
- 1918: Patriotism
- 1918: Maid o’ the Storm
- 1918: The White Lie
- 1918: The Heart of Rachael
- 1918: Two-Gun Betty (Verschollen)
- 1919: All of a Sudden Norma (Verschollen)
- 1919: A Trick of Fate (Verschollen)
- 1919: Hearts Asleep (Verschollen)
- 1919: Josselyn’s Wife (Verschollen)
- 1919: Tangled Threads (Verschollen)
- 1919: The Woman Michael Married (Verschollen)
- 1919: Her Purchase Price (Verschollen)
- 1919: Kitty Kelly, M.D.
- 1919: Beckoning Roads
- 1920: The Luck of Geraldine Laird (Verschollen)
- 1920: A Woman Who Understood
- 1920: The Notorious Mrs. Sands (Verschollen)
- 1920: Life’s Twist (Verschollen)
- 1920: The Broken Gate (Verschollen)
- 1921: The Breaking Point
- 1928: Show Folks
- 1933: Secrets
- 1933: Bondage
- 1933: Above the Clouds
- 1934: Beloved
- 1934: The Man Who Reclaimed His Head